# Lukáš Jiříkovský
Lukáš Jiříkovský (* 9. února 1979) je bývalý český fotbalový záložník.

## Hráčská kariéra

### První liga
V nejvyšší soutěži ČR nastoupil ve 30 utkáních za Zbrojovku Brno (FC Boby Brno, FC Stavo Artikel, 1. FC Brno) a Opavu, vstřelil dvě prvoligové branky.
- Debut: 22. listopadu 1998, FC Karviná – FC Boby Brno 1:3[3]
- První gól: 4. dubna 2001, FC Stavo Artikel Brno – FK Teplice 2:0[3][4]
- Poslední gól: 28. července 2001, FC Stavo Artikel Brno – FC Marila Příbram 2:1[3][4]
- Poslední start: 20. září 2003, SFC Opava – SK České Budějovice 1:0[3][4]

### Druhá liga
Ve druhé lize hrál za Tatran Poštorná, SFC Opava, 1. HFK Olomouc a brněnské B-mužstvo. Zasáhl do 39 zápasů a dal čtyři góly.

### Nižší soutěže
V Moravskoslezské fotbalové lize nastupoval za brněnské B-mužstvo, 1. SC Znojmo a Tatran Kohoutovice. Od února 2007 do ledna 2009 působil v rakouských nižších soutěžích. Po návratu do vlasti hrál Přebor Jihomoravského kraje za ČAFC Židenice Brno a divizi za FC Dosta Bystrc-Kníničky. Kariéru ukončil v FK Podolí u Brna v I. B třídě Jihomoravského kraje.

### Ligová bilance
| Ročník                              | Zápasy | Góly | Minuty | Klub                       |
| ----------------------------------- | ------ | ---- | ------ | -------------------------- |
| MSFL 1996/97                        | –      | 0    | –      | FC Boby Brno „B“           |
| MSFL 1997/98                        | –      | 1    | –      | FC Boby Brno „B“           |
| MSFL 1998/99                        | –      | 7    | –      | FC Boby Brno „B“           |
| I. liga 1998/99                     | 1      | 0    | 1      | FC Boby Brno               |
| II. liga 1999/00                    | 24     | 3    | –      | SK Tatran Poštorná         |
| MSFL 2000/01                        | –      | 1    | –      | FC Stavo Artikel Brno „B“  |
| I. liga 2000/01                     | 9      | 1    | 750    | FC Stavo Artikel Brno      |
| MSFL 2001/02                        | –      | 3    | –      | FC Stavo Artikel Brno „B“  |
| I. liga 2001/02                     | 14     | 1    | 586    | FC Stavo Artikel Brno      |
| MSFL 2002/03                        | –      | 5    | –      | 1. FC Brno „B“             |
| I. liga 2002/03                     | 2      | 0    | 24     | 1. FC Brno                 |
| II. liga 2002/03                    | 10     | 1    | –      | SFC Opava                  |
| I. liga 2003/04                     | 4      | 0    | 116    | SFC Opava                  |
| II. liga 2003/04                    | 4      | 0    | –      | 1. HFK Olomouc             |
| II. liga 2004/05                    | 1      | 0    | –      | 1. FC Brno „B“             |
| MSFL 2004/05                        | –      | 5    | –      | 1. SC Znojmo               |
| MSFL 2005/06                        | –      | 1    | –      | 1. SC Znojmo               |
| MSFL 2005/06                        | –      | 0    | –      | FC Tatran Brno-Kohoutovice |
| CELKEM I. LIGA (1998–2003)          | 30     | 2    | 1 477  |                            |
| CELKEM II. LIGA (1999–2004)         | 39     | 4    | –      |                            |
| CELKEM III. LIGA – MSFL (1997–2006) | –      | 23   | –      |                            |